# 5e étape du Tour de France 2019
Pour un article plus général, voir Tour de France 2019.
La 5e étape du Tour de France 2019 se déroule le mercredi 10 juillet 2019 entre Saint-Dié-des-Vosges et Colmar, sur une distance de 175,5 kilomètres.

## Parcours
Cette étape Saint-Dié-des-Vosges – Colmar longue de 175,5 km où les coureurs font connaissance avec les Vosges est la première un tant soit peu montagneuse, après les collines que les Flamands appellent fièrement leurs monts et les collines hennuyères et champenoises : elle comporte en effet non seulement deux côtes de troisième catégorie (Grendelbruch, km 44 et les Cinq Châteaux, km 156), mais aussi deux de deuxième (Haut-Koenigsbourg, km 109,5 et Trois-Épis, km 140,5). Il y a en outre un sprint intermédiaire à Heiligenstein (km 71).
Colmar n'avait plus été ville-étape depuis 2009.

## Déroulement de la course
Cette étape est caractérisée par une longue échappée de Tim Wellens, Toms Skujiņš, Simon Clarke et Mads Würtz qui ont passé ensemble les deux premiers cols, avec à chaque fois Wellens en tête suivi de Skujiņš, confortant le Belge dans sa détention du maillot à pois. Dans la montée des Trois-Épis, c'est le champion de Lettonie qui passe en tête et distance ses compagnons, tandis que Würtz n'arrive pas à suivre et c'est finalement Xandro Meurisse qui prendra le point de quatrième au sommet de cette montée de deuxième catégorie. Ce dernier passe encore en tête les Cinq Châteaux suivi de Lennard Kämna tandis que les échappés se sont fait reprendre par un peloton emmené entre autres par Michael Matthews. Enfin à l'arrivée, Peter Sagan s'impose au sprint, s'assurant une meilleure mainmise sur le maillot vert avec 47 points d'avance sur le suivant; Wout van Aert arrive deuxième et conserve donc le maillot blanc; Matteo Trentin complète le podium du jour. Julian Alaphilippe, qui reste maillot jaune, arrive dixième d'un peloton de 77 coureurs en rangs serrés, tous dans le même temps que le vainqueur du jour. Le prix de la combativité va bien sûr à Toms Skujiņš, et l'équipe Jumbo-Visma, dont font partie trois des quatre coureurs les mieux classés au général, reste en tête au classement par équipes.

## Résultats

### Classement de l'étape
| \| Classement de l'étape \| Classement de l'étape \| Classement de l'étape \| Classement de l'étape \| Classement de l'étape \| \| Coureur \| Coureur \| Pays \| Équipe \| Temps \| \| --------------------- \| --------------------- \| --------------------- \| -------------------------- \| --------------------- \| \| 1er \| Peter Sagan \| Slovaquie \| Bora-Hansgrohe \| 4 h 02 min 33 s \| \| 2e \| Wout van Aert \| Belgique \| Team Jumbo-Visma \| + 0 s \| \| 3e \| Matteo Trentin \| Italie \| Mitchelton-Scott \| + 0 s \| \| 4e \| Sonny Colbrelli \| Italie \| Bahrain-Merida \| + 0 s \| \| 5e \| Greg Van Avermaet \| Belgique \| CCC Team \| + 0 s \| \| 6e \| Julien Simon \| France \| Cofidis, Solutions Crédits \| + 0 s \| \| 7e \| Michael Matthews \| Australie \| Team Sunweb \| + 0 s \| \| 8e \| Nils Politt \| Allemagne \| Katusha-Alpecin \| + 0 s \| \| 9e \| Jasper Stuyven \| Belgique \| Trek-Segafredo \| + 0 s \| \| 10e \| Julian Alaphilippe \| France \| Deceuninck-Quick Step \| + 0 s \| |                    |           |                            |                 |
| |                    |           |                            |                 |
| Source : ProCyclingStats |                    |           |                            |                 |
| Classement de l'étape |                    |           |                            |                 |
| Coureur | Coureur            | Pays      | Équipe                     | Temps           |
| 1er | Peter Sagan        | Slovaquie | Bora-Hansgrohe             | 4 h 02 min 33 s |
| 2e | Wout van Aert      | Belgique  | Team Jumbo-Visma           | + 0 s           |
| 3e | Matteo Trentin     | Italie    | Mitchelton-Scott           | + 0 s           |
| 4e | Sonny Colbrelli    | Italie    | Bahrain-Merida             | + 0 s           |
| 5e | Greg Van Avermaet  | Belgique  | CCC Team                   | + 0 s           |
| 6e | Julien Simon       | France    | Cofidis, Solutions Crédits | + 0 s           |
| 7e | Michael Matthews   | Australie | Team Sunweb                | + 0 s           |
| 8e | Nils Politt        | Allemagne | Katusha-Alpecin            | + 0 s           |
| 9e | Jasper Stuyven     | Belgique  | Trek-Segafredo             | + 0 s           |
| 10e | Julian Alaphilippe | France    | Deceuninck-Quick Step      | + 0 s           |

### Points attribués
| Sprint intermédiaire Heiligenstein (km 71) | Sprint intermédiaire Heiligenstein (km 71) | Sprint intermédiaire Heiligenstein (km 71) | Sprint intermédiaire Heiligenstein (km 71) | Sprint intermédiaire Heiligenstein (km 71) |
| ------------------------------------------ | ------------------------------------------ | ------------------------------------------ | ------------------------------------------ | ------------------------------------------ |
|                                            | Coureur                                    | Pays                                       | Équipe                                     | Point(s)                                   |
| 1er                                        | Simon Clarke                               | Australie                                  | EF Education First                         | 20                                         |
| 2e                                         | Mads Würtz                                 | Danemark                                   | Katusha-Alpecin                            | 17                                         |
| 3e                                         | Toms Skujiņš                               | Lettonie                                   | Trek-Segafredo                             | 15                                         |
| 4e                                         | Tim Wellens                                | Belgique                                   | Lotto-Soudal                               | 13                                         |
| 5e                                         | Elia Viviani                               | Italie                                     | Deceuninck-Quick Step                      | 11                                         |
| 6e                                         | Peter Sagan                                | Slovaquie                                  | Bora-Hansgrohe                             | 10                                         |
| 7e                                         | Michael Matthews                           | Australie                                  | Sunweb                                     | 9                                          |
| 8e                                         | Maximiliano Richeze                        | Argentine                                  | Deceuninck-Quick Step                      | 8                                          |
| 9e                                         | Giacomo Nizzolo                            | Italie                                     | Dimension Data                             | 7                                          |
| 10e                                        | Caleb Ewan                                 | Australie                                  | Lotto-Soudal                               | 6                                          |
| 11e                                        | Thomas De Gendt                            | Belgique                                   | Lotto-Soudal                               | 5                                          |
| 12e                                        | Sonny Colbrelli                            | Italie                                     | Bahrain-Merida                             | 4                                          |
| 13e                                        | Jan Tratnik                                | Slovénie                                   | Bahrain-Merida                             | 3                                          |
| 14e                                        | Daniel Oss                                 | Italie                                     | Bora-Hansgrohe                             | 2                                          |
| 15e                                        | Marcus Burghardt                           | Allemagne                                  | Bora-Hansgrohe                             | 1                                          |
| modifier                                   |                                            |                                            |                                            |                                            |

| Arrivée d'étape Colmar (km 175,5) | Arrivée d'étape Colmar (km 175,5) | Arrivée d'étape Colmar (km 175,5) | Arrivée d'étape Colmar (km 175,5) | Arrivée d'étape Colmar (km 175,5) |
| --------------------------------- | --------------------------------- | --------------------------------- | --------------------------------- | --------------------------------- |
|                                   | Coureur                           | Pays                              | Équipe                            | Point(s)                          |
| 1er                               | Peter Sagan                       | Slovaquie                         | Bora-Hansgrohe                    | 30                                |
| 2e                                | Wout van Aert                     | Belgique                          | Jumbo-Visma                       | 25                                |
| 3e                                | Matteo Trentin                    | Italie                            | Mitchelton-Scott                  | 22                                |
| 4e                                | Sonny Colbrelli                   | Italie                            | Bahrain-Merida                    | 19                                |
| 5e                                | Greg Van Avermaet                 | Belgique                          | CCC                               | 17                                |
| 6e                                | Julien Simon                      | France                            | Cofidis                           | 15                                |
| 7e                                | Michael Matthews                  | Australie                         | Sunweb                            | 13                                |
| 8e                                | Nils Politt                       | Allemagne                         | Katusha-Alpecin                   | 11                                |
| 9e                                | Jasper Stuyven                    | Belgique                          | Trek-Segafredo                    | 9                                 |
| 10e                               | Julian Alaphilippe                | France                            | Deceuninck-Quick Step             | 7                                 |
| 11e                               | Xandro Meurisse                   | Belgique                          | Wanty-Gobert                      | 6                                 |
| 12e                               | Edvald Boasson Hagen              | Danemark                          | Dimension Data                    | 5                                 |
| 13e                               | Alberto Bettiol                   | Italie                            | EF Education First                | 4                                 |
| 14e                               | Guillaume Martin                  | France                            | Wanty-Gobert                      | 3                                 |
| 15e                               | Alexey Lutsenko                   | Kazakhstan                        | Astana                            | 2                                 |
| modifier                          |                                   |                                   |                                   |                                   |

|   | \| \| Coureur \| Pays \| Équipe \| Bonifications \| \| - \| -------------- \| --------- \| ---------------- \| ------------- \| \| 1 \| Peter Sagan \| Slovaquie \| Bora-Hansgrohe \| 10 s \| \| 2 \| Wout van Aert \| Belgique \| Jumbo-Visma \| 6 s \| \| 3 \| Matteo Trentin \| Italie \| Mitchelton-Scott \| 4 s \| |           |                  |               |
|   | Coureur | Pays      | Équipe           | Bonifications |
| 1 | Peter Sagan | Slovaquie | Bora-Hansgrohe   | 10 s          |
| 2 | Wout van Aert | Belgique  | Jumbo-Visma      | 6 s           |
| 3 | Matteo Trentin | Italie    | Mitchelton-Scott | 4 s           |

### Cols et côtes
| Côte de Grendelbruch (km 44) 3e catégorie (3,4km à 4,9%) | Côte de Grendelbruch (km 44) 3e catégorie (3,4km à 4,9%) | Côte de Grendelbruch (km 44) 3e catégorie (3,4km à 4,9%) | Côte de Grendelbruch (km 44) 3e catégorie (3,4km à 4,9%) | Côte de Grendelbruch (km 44) 3e catégorie (3,4km à 4,9%) |
| -------------------------------------------------------- | -------------------------------------------------------- | -------------------------------------------------------- | -------------------------------------------------------- | -------------------------------------------------------- |
|                                                          | Coureur                                                  | Pays                                                     | Équipe                                                   | Point(s)                                                 |
| 1er                                                      | Tim Wellens                                              | Belgique                                                 | Lotto-Soudal                                             | 2                                                        |
| 2e                                                       | Toms Skujiņš                                             | Lettonie                                                 | Trek-Segafredo                                           | 1                                                        |
| modifier                                                 |                                                          |                                                          |                                                          |                                                          |

| Côte du Haut-Koenigsbourg (km 109,5) 2e catégorie (5,9km à 5,8%) | Côte du Haut-Koenigsbourg (km 109,5) 2e catégorie (5,9km à 5,8%) | Côte du Haut-Koenigsbourg (km 109,5) 2e catégorie (5,9km à 5,8%) | Côte du Haut-Koenigsbourg (km 109,5) 2e catégorie (5,9km à 5,8%) | Côte du Haut-Koenigsbourg (km 109,5) 2e catégorie (5,9km à 5,8%) |
| ---------------------------------------------------------------- | ---------------------------------------------------------------- | ---------------------------------------------------------------- | ---------------------------------------------------------------- | ---------------------------------------------------------------- |
|                                                                  | Coureur                                                          | Pays                                                             | Équipe                                                           | Point(s)                                                         |
| 1er                                                              | Tim Wellens                                                      | Belgique                                                         | Lotto-Soudal                                                     | 5                                                                |
| 2e                                                               | Toms Skujiņš                                                     | Lettonie                                                         | Trek-Segafredo                                                   | 3                                                                |
| 3e                                                               | Simon Clarke                                                     | Australie                                                        | EF Education First                                               | 2                                                                |
| 4e                                                               | Mads Würtz                                                       | Danemark                                                         | Katusha-Alpecin                                                  | 1                                                                |
| modifier                                                         |                                                                  |                                                                  |                                                                  |                                                                  |

| Côte des Trois Épis (km 140,5) 2e catégorie (4,9km à 6,8%) | Côte des Trois Épis (km 140,5) 2e catégorie (4,9km à 6,8%) | Côte des Trois Épis (km 140,5) 2e catégorie (4,9km à 6,8%) | Côte des Trois Épis (km 140,5) 2e catégorie (4,9km à 6,8%) | Côte des Trois Épis (km 140,5) 2e catégorie (4,9km à 6,8%) |
| ---------------------------------------------------------- | ---------------------------------------------------------- | ---------------------------------------------------------- | ---------------------------------------------------------- | ---------------------------------------------------------- |
|                                                            | Coureur                                                    | Pays                                                       | Équipe                                                     | Point(s)                                                   |
| 1er                                                        | Toms Skujiņš                                               | Lettonie                                                   | Trek-Segafredo                                             | 5                                                          |
| 2e                                                         | Tim Wellens                                                | Belgique                                                   | Lotto-Soudal                                               | 3                                                          |
| 3e                                                         | Simon Clarke                                               | Australie                                                  | EF Education First                                         | 2                                                          |
| 4e                                                         | Xandro Meurisse                                            | Belgique                                                   | Wanty-Gobert                                               | 1                                                          |
| modifier                                                   |                                                            |                                                            |                                                            |                                                            |

| Côte des Cinq Châteaux (km 156) 3e catégorie (4,6km à 6,1%) | Côte des Cinq Châteaux (km 156) 3e catégorie (4,6km à 6,1%) | Côte des Cinq Châteaux (km 156) 3e catégorie (4,6km à 6,1%) | Côte des Cinq Châteaux (km 156) 3e catégorie (4,6km à 6,1%) | Côte des Cinq Châteaux (km 156) 3e catégorie (4,6km à 6,1%) |
| ----------------------------------------------------------- | ----------------------------------------------------------- | ----------------------------------------------------------- | ----------------------------------------------------------- | ----------------------------------------------------------- |
|                                                             | Coureur                                                     | Pays                                                        | Équipe                                                      | Point(s)                                                    |
| 1er                                                         | Xandro Meurisse                                             | Belgique                                                    | Wanty-Gobert                                                | 2                                                           |
| 2e                                                          | Lennard Kämna                                               | Allemagne                                                   | Sunweb                                                      | 1                                                           |
| modifier                                                    |                                                             |                                                             |                                                             |                                                             |

### Prix de la combativité
- Toms Skujiņš (Trek-Segafredo)

## Classements à l'issue de l'étape

### Classement général
| Classement général | Classement général | Classement général | Classement général    | Classement général  |
|                    | Coureur            | Pays               | Équipe                | Temps               |
| ------------------ | ------------------ | ------------------ | --------------------- | ------------------- |
| 1er                | Julian Alaphilippe | France             | Deceuninck-Quick Step | en 18 h 44 min 12 s |
| 2e                 | Wout van Aert      | Belgique           | Jumbo-Visma           | + 14 s              |
| 3e                 | Steven Kruijswijk  | Pays-Bas           | Jumbo-Visma           | + 25 s              |
| 4e                 | George Bennett     | Nouvelle-Zélande   | Jumbo-Visma           | + 25 s              |
| 5e                 | Michael Matthews   | Australie          | Sunweb                | + 40 s              |
| 6e                 | Egan Bernal        | Colombie           | Ineos                 | + 40 s              |
| 7e                 | Geraint Thomas     | Royaume-Uni        | Ineos                 | + 45 s              |
| 8e                 | Enric Mas          | Espagne            | Deceuninck-Quick Step | + 46 s              |
| 9e                 | Peter Sagan        | Slovaquie          | Bora-Hansgrohe        | + 50 s              |
| 10e                | Greg Van Avermaet  | Belgique           | CCC                   | + 51 s              |
| modifier           |                    |                    |                       |                     |

### Classement par points
| Classement par points | Classement par points | Classement par points | Classement par points | Classement par points |
| --------------------- | --------------------- | --------------------- | --------------------- | --------------------- |
|                       | Coureur               | Pays                  | Équipe                | Point(s)              |
| 1er                   | Peter Sagan           | Slovaquie             | Bora-Hansgrohe        | 144 points            |
| 2e                    | Michael Matthews      | Australie             | Sunweb                | 97 pts                |
| 3e                    | Elia Viviani          | Italie                | Deceuninck-Quick Step | 92 pts                |
| 4e                    | Sonny Colbrelli       | Italie                | Bahrain-Merida        | 88 pts                |
| 5e                    | Matteo Trentin        | Italie                | Mitchelton-Scott      | 75 pts                |
| 6e                    | Mike Teunissen        | Pays-Bas              | Jumbo-Visma           | 64 pts                |
| 7e                    | Greg Van Avermaet     | Belgique              | CCC                   | 62 pts                |
| 8e                    | Jasper Stuyven        | Belgique              | Trek-Segafredo        | 48 pts                |
| 9e                    | Caleb Ewan            | Australie             | Lotto Soudal          | 46 pts                |
| 10e                   | Giacomo Nizzolo       | Italie                | Dimension Data        | 40 pts                |
| modifier              |                       |                       |                       |                       |

### Classement du meilleur jeune
| Classement général du meilleur jeune | Classement général du meilleur jeune | Classement général du meilleur jeune | Classement général du meilleur jeune | Classement général du meilleur jeune |
|                                      | Coureur                              | Pays                                 | Équipe                               | Temps                                |
| ------------------------------------ | ------------------------------------ | ------------------------------------ | ------------------------------------ | ------------------------------------ |
| 1er                                  | Wout van Aert                        | Belgique                             | Jumbo-Visma                          | en 18 h 44 min 26 s                  |
| 2e                                   | Egan Bernal                          | Colombie                             | Ineos                                | + 26 s                               |
| 3e                                   | Enric Mas                            | Espagne                              | Deceuninck-Quick Step                | + 32 s                               |
| 4e                                   | David Gaudu                          | France                               | Groupama-FDJ                         | + 43 s                               |
| 5e                                   | Tiesj Benoot                         | Belgique                             | Lotto-Soudal                         | + 1 min 5 s                          |
| 6e                                   | Giulio Ciccone                       | Italie                               | Trek-Segafredo                       | + 1 min 29 s                         |
| 7e                                   | Gianni Moscon                        | Italie                               | Ineos                                | + 2 min 19 s                         |
| 8e                                   | Gregor Mühlberger                    | Autriche                             | Bora-Hansgrohe                       | + 2 min 41 s                         |
| 9e                                   | Maximilian Schachmann                | Allemagne                            | Bora-Hansgrohe                       | + 2 min 49 s                         |
| 10e                                  | Nils Politt                          | Allemagne                            | Katusha-Alpecin                      | + 3 min 57 s                         |
| modifier                             |                                      |                                      |                                      |                                      |

### Classement du meilleur grimpeur
| Classement du meilleur grimpeur | Classement du meilleur grimpeur | Classement du meilleur grimpeur | Classement du meilleur grimpeur | Classement du meilleur grimpeur |
| ------------------------------- | ------------------------------- | ------------------------------- | ------------------------------- | ------------------------------- |
|                                 | Coureur                         | Pays                            | Équipe                          | Point(s)                        |
| 1er                             | Tim Wellens                     | Belgique                        | Lotto-Soudal                    | 17 points                       |
| 2e                              | Toms Skujiņš                    | Lettonie                        | Trek-Segafredo                  | 9 pts                           |
| 3e                              | Xandro Meurisse                 | Belgique                        | Wanty-Gobert                    | 6 pts                           |
| 4e                              | Simon Clarke                    | Australie                       | EF Education First              | 4 pts                           |
| 5e                              | Greg Van Avermaet               | Belgique                        | CCC                             | 2 pts                           |
| 6e                              | Wilco Kelderman                 | Pays-Bas                        | Sunweb                          | 1 pt                            |
| 7e                              | Michael Schär                   | Suisse                          | CCC                             | 1 pt                            |
| 8e                              | Julian Alaphilippe              | France                          | Deceuninck-Quick Step           | 1 pt                            |
| 9e                              | Nairo Quintana                  | Colombie                        | Movistar                        | 1 pt                            |
| 10e                             | Lennard Kämna                   | Allemagne                       | Sunweb                          | 1 pt                            |
| modifier                        |                                 |                                 |                                 |                                 |

### Classement par équipes
| Classement par équipes | Classement par équipes | Classement par équipes | Classement par équipes |
|                        | Équipe                 | Pays                   | Temps                  |
| ---------------------- | ---------------------- | ---------------------- | ---------------------- |
| 1re                    | Jumbo-Visma            | Pays-Bas               | en 56 h 42 min 43 s    |
| 2e                     | Sunweb                 | Suisse                 | + 1 min 44 s           |
| 3e                     | EF Education First     | États-Unis             | + 1 min 57 s           |
| 4e                     | Ineos                  | Royaume-Uni            | + 2 min 2 s            |
| 5e                     | Groupama-FDJ           | France                 | + 2 min 8 s            |
| 6e                     | Mitchelton-Scott       | Australie              | + 2 min 44 s           |
| 7e                     | Astana                 | Kazakhstan             | + 2 min 49 s           |
| 8e                     | Bora-Hansgrohe         | Allemagne              | + 3 min 4 s            |
| 9e                     | Bahrain-Merida         | Bahreïn                | + 3 min 37 s           |
| 10e                    | Dimension Data         | Afrique du Sud         | + 4 min 14 s           |
| modifier               |                        |                        |                        |

## Le maillot jaune du jour
Chaque jour, un maillot jaune différent est remis au leader du classement général, avec des imprimés rendant hommage à des coureurs ou à des symboles qui ont marqué l'histoire l'épreuve, à l'occasion du centième anniversaire du maillot jaune.
C'est le premier des quintuples vainqueurs du Tour de France, Jacques Anquetil qui est sur le maillot jaune du jour.